# Kiptschak (Volk)

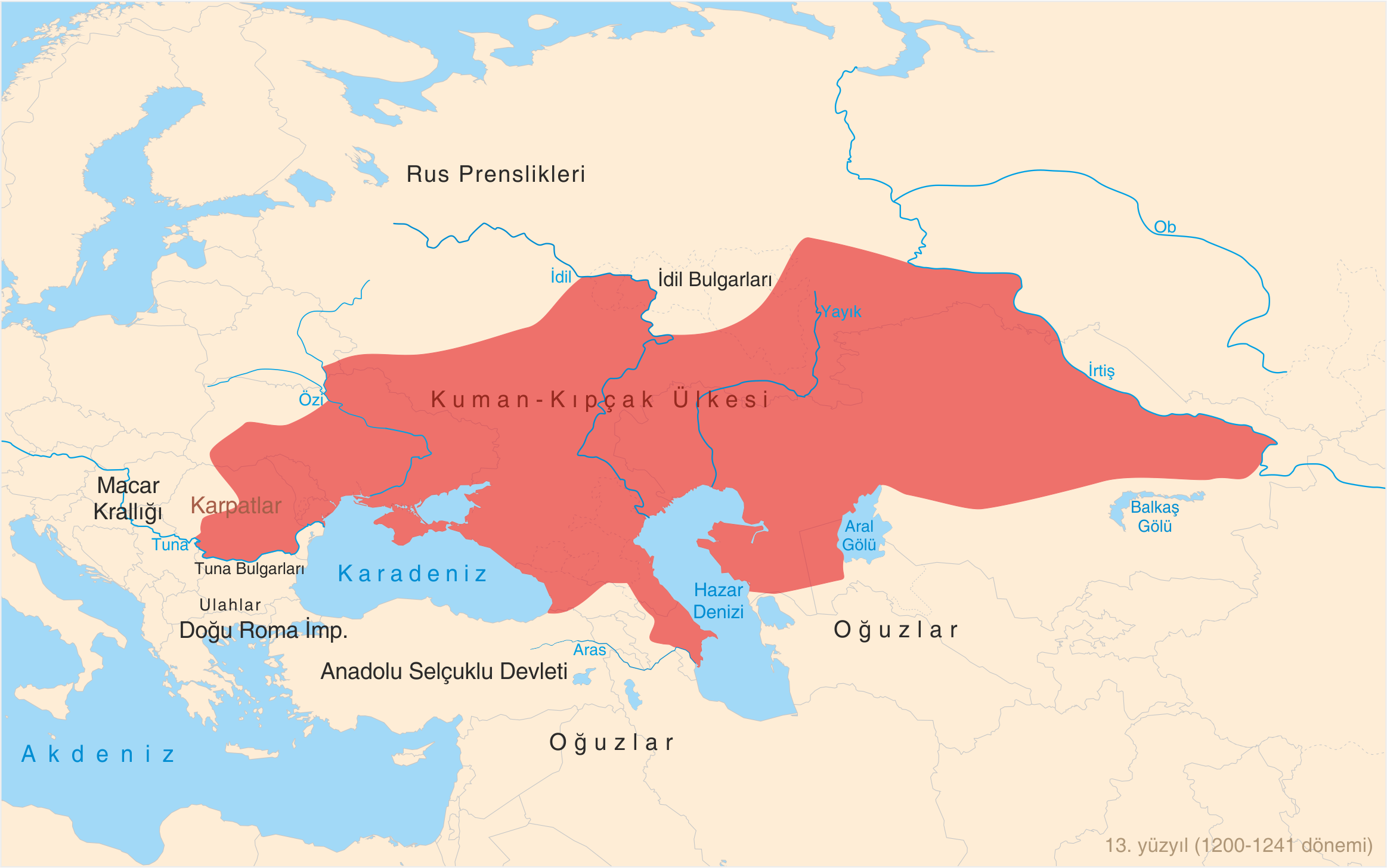
Siedlungsgebiet, Einflusszone und Machtbereich der Kiptschaken um 1200

Die Kiptschak (Qiptschaq, Qïpčaq oder eingedeutscht Kiptschaken) stammten ursprünglich vom Fluss Irtysch, wo sie einen turksprachigen Clan innerhalb der Stammesföderation der Kimek bildeten. Man vermutet, dass ihre Ursprünge mit denen der Gaoche (chinesisch 高車, Pinyin Gāochē, W.-G. Kao-che; auch als Gaogüy oder Kao-kü bezeichnet) identisch sind.
In westeuropäischen Sprachen, beispielsweise im Deutschen, wird dieses nomadisch lebende Volk vielfach als Kumanen bezeichnet, wohingegen in den slawischen Sprachen die aus dem Russischen abgeleitete Namensform Polowzer (russisch половцы „Feldleute/Steppenleute“) vorherrscht.

## Namensvarianten

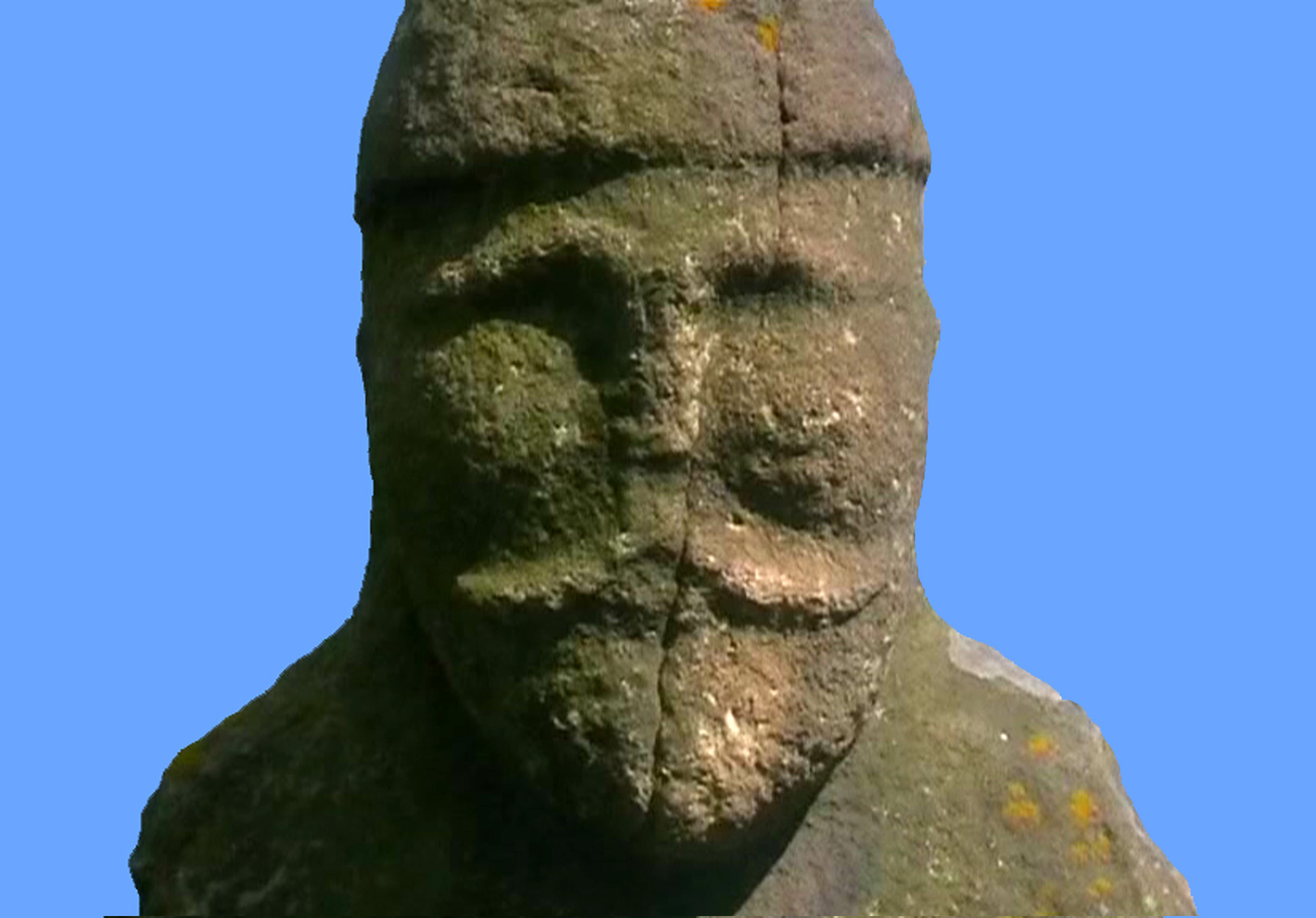
Porträt eines Kiptschaken (12. Jh., Luhansk)

Den Namen Kıpçak haben muslimische Autoren überliefert. Weitere Varianten und abweichende Transkriptionen des Namens dieser Volksgruppe sind Kiptschaken, Kyptschaken, Qiptschaq, Qibchaq und Qipcaq.
Bei den Ostslawen, so im Igorlied, sind sie als Polowezer, Polowzer, Polowcer oder Polowetzer bekannt und bei den Westeuropäern und Byzantinern als Kumanen bzw. Komanen.

## Sprache
Die Kiptschak sind Namensgeber der heute als Kiptschakisch (oder Kyptschakisch) bezeichneten Sprache. Diese ist ein früher Vertreter der heutigen kiptschakischen Sprachen. Sie ist aber nicht die von den Kiptschak gesprochene Sprache.
Spärliche und ungenaue Zeugnisse der Sprache der Kiptschak finden sich aber im diwān lughāt at-turk des Mahmud al-Kāschgharī.
Bei der heute als Kiptschakisch bezeichneten Sprache handelt es sich hingegen um eine moderne Benennung einer historischen osteuropäischen Turksprache, deren Zeugnisse dem Zeitraum nach dem Untergang der Kiptschak entstammen. Die Benennung erfolgte hauptsächlich deswegen, weil bei den Muslimen das ehemalige Gebiet der Kiptschak in der Eurasischen Steppe auch unter mongolischer Herrschaft den Namen Dašt-i Qipčaq (Kiptschakensteppe, andere Schreibweise Dascht-i-Kipchak) beibehielt. Die Zeugnisse spiegeln nicht zusammengehörige, uneinheitliche Dialekte wider.

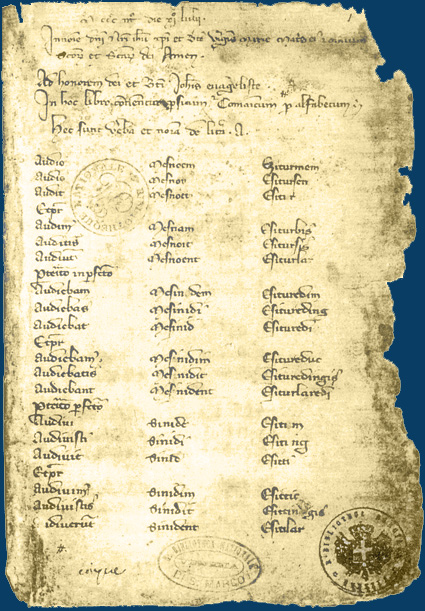
Wortliste im Codex Cumanicus

Eine der Quellen der Kenntnis des Kiptschakischen ist der Codex Cumanicus, eine Handschrift, die im Zeitraum zwischen 1303 und 1362 entstand. In letzterem Jahr schenkte sie der italienische Dichter Petrarca der Republik Venedig. Seitdem befindet sie sich in der Bibliothek des Markusdoms. Sie entstammt wahrscheinlich der Missionstätigkeit der Franziskaner an der unteren Wolga im Reich der Goldenen Horde. Der Codex Cumanicus enthält grammatische Paradigmen, turksprachlich-persisch-lateinische Wörterlisten, turksprachlich-deutsche Vokabellisten und Texte in einer Turksprache, die Übersetzungen religiöser Texte aus dem Lateinischen darstellen. Die Orthographie der turksprachlichen Texte im Codex Cumanicus spiegelt die italienische und deutsche Herkunft der verschiedenen Verfasser wider. Die Sprache selbst wird in den lateinischen Bemerkungen des Codex Cumanicus als komanisch (comanicum bzw. chomaniche), in den turksprachlichen Teilen aber als tatarče und tatar til, also als tatarisch bezeichnet. Das Wort „Kiptschak“ kommt im Codex Cumanicus nur als Landesname vor.
Die Herrschaft der Mamelucken in Syrien und Ägypten (1260–1517, davon die aus der Kiptschakensteppe stammende Bahri-Dynastie 1279–1382), führte zum Entstehen einer turksprachlichen Literatur in arabischer Schrift in diesen Gebieten, die zum einen Wörterlisten und sprachliche Abhandlungen, zum anderen auch religiöse und weltliche Werke umfasste. Die Mamelucken waren Militärsklaven türkischer und tscherkessischer Herkunft aus dem Herrschaftsbereich der Goldenen Horde. In dieser Literatur finden sich auch Einflüsse des Frühosmanischen. Das früheste Werk dieser Literatur stammt aus dem Jahr 1245, das letzte aus dem Jahr 1619. Die Sprache wird meist als türkisch, einmal auch als qifǧaq (kiptschakisch) bezeichnet. Ein weiteres Textkorpus wird von Urkunden der armenischen Gemeinde in armenischer Schrift aus den Jahren 1559 bis 1664 in Kamenez-Podolsk gebildet; daneben finden sich vereinzelte Schriften aus dem 16. und 17. Jahrhundert in armenischer Schrift. Diese Schriften stammen von den Nachkommen von Armeniern, die sich seit dem Untergang des mittelalterlichen Bagratidenreichs zunächst auf der Krim niedergelassen hatten und dort unter Bewahrung ihres Glaubens und Beibehaltung ihrer Schrift die türkische Sprache ihrer Umgebung angenommen hatten. Teile dieser Armenier fanden ab 1280 Aufnahme in der Westukraine.
Jean de Joinville berichtete um 1300 ausführlich von den eigenartigen Freundschaftsgesten und Bestattungsritualen der Kumanen, deren Zeuge Jahrzehnte zuvor der Franzose Philippe de Toucy gewesen war.

## Geschichte

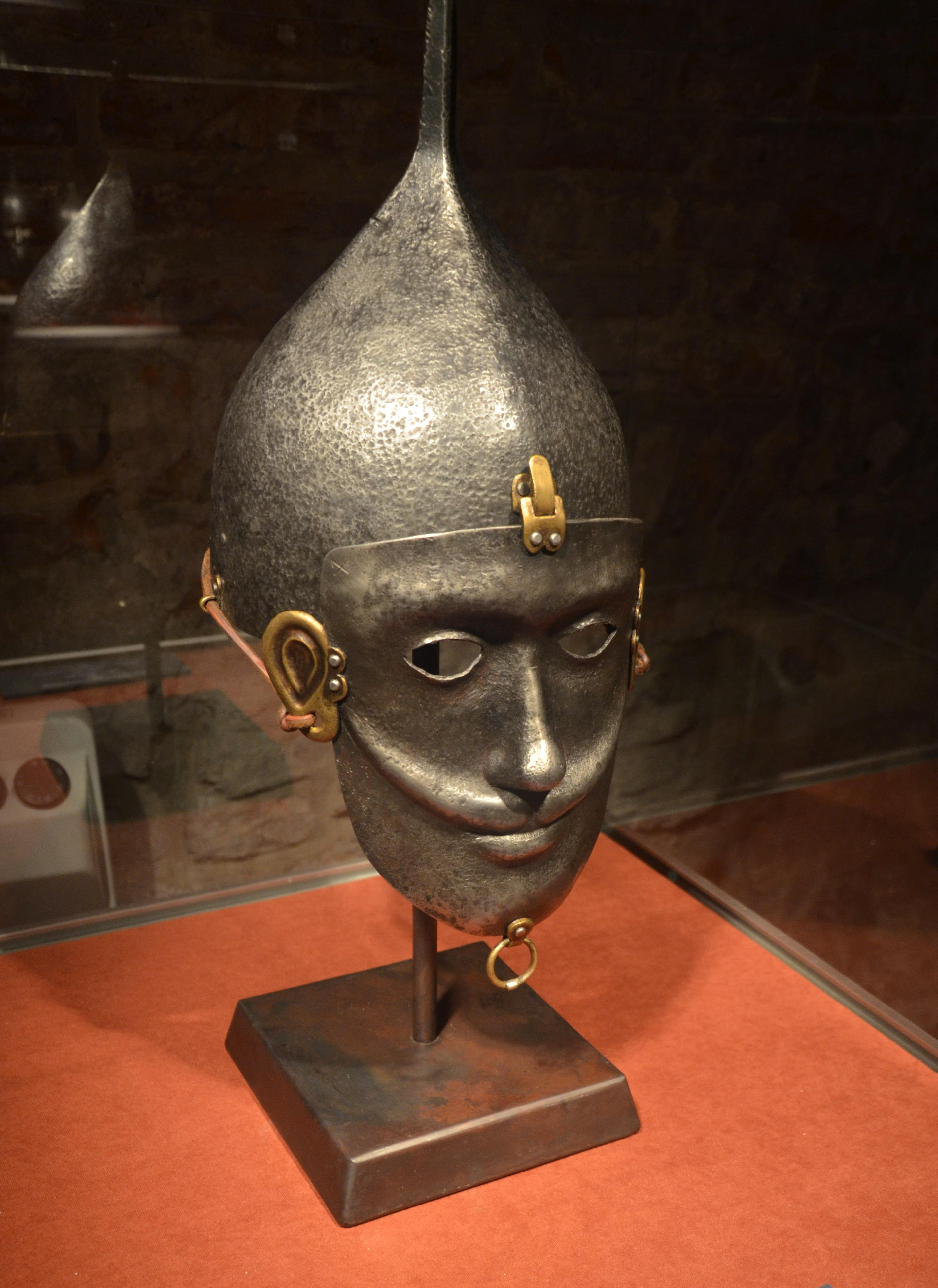
Kiptschakischer Maskenhelm aus dem 13. Jahrhundert, Archäologisches Museum Krakau

### Anfänge
Die in der Altai-Region lebenden Kiptschak gerieten im 7. Jahrhundert unter die Herrschaft der Kök-Türken. Deren Khaganat bestand bis 742; nach seinem Niedergang wurden sie Teil der Kimek-Kiptschak-Föderation, die gegen 880 ein Khaganat errichtete. In der Folgezeit wanderte ein Teil der Kiptschak immer weiter nach Westen. Aus dem im Osten verbliebenen Teil wurde ab Mitte des 12. Jahrhunderts die Armee des Choresmischen Reiches rekrutiert. Das Khaganat zerfiel um 1050, einzelne Khanate bestanden weiter, bis sie von den Mongolen erobert wurden.
Im 12. Jahrhundert verschmolzen die ursprünglich selbständigen Föderationen der Kiptschak und Kumanen.

### Wanderung nach Westen
Die nach Westen wandernden Kiptschak erreichten um 1054 das Land an der Wolga und die Steppengebiete der Ukraine. Dort verdrängten sie ihrerseits die dort ansässigen Petschenegen bis über die Donau und fielen 1071 erstmals in Ungarn ein.
Die Kiptschak führten mehrere Kriege gegen die ostslawischen Völker der Kiewer Rus und lebten überwiegend halbnomadisch. Daneben besaßen sie auch kleinere Handelsstädte.

### In Südrussland und der Ukraine
Die Kiptschak hatten meist mehrere Fürsten. Nach der entscheidenden Niederlage der Petschenegen in der Schlacht von Levounion werden folgende Khane verzeichnet: Altunopa, Tugorkhan, Scharukhan und Boniak (um 1091). 1093 griffen die Kumanen Kiew an. Tugorkhan fiel 1096 im Krieg gegen die siegreichen Truppen der Kiewer Rus. Boniak wurde nach Tugorkhans Tod offenbar für lange Zeit der ranghöchste Khan und zudem der Protagonist zahlreicher altrussischer Chroniken.

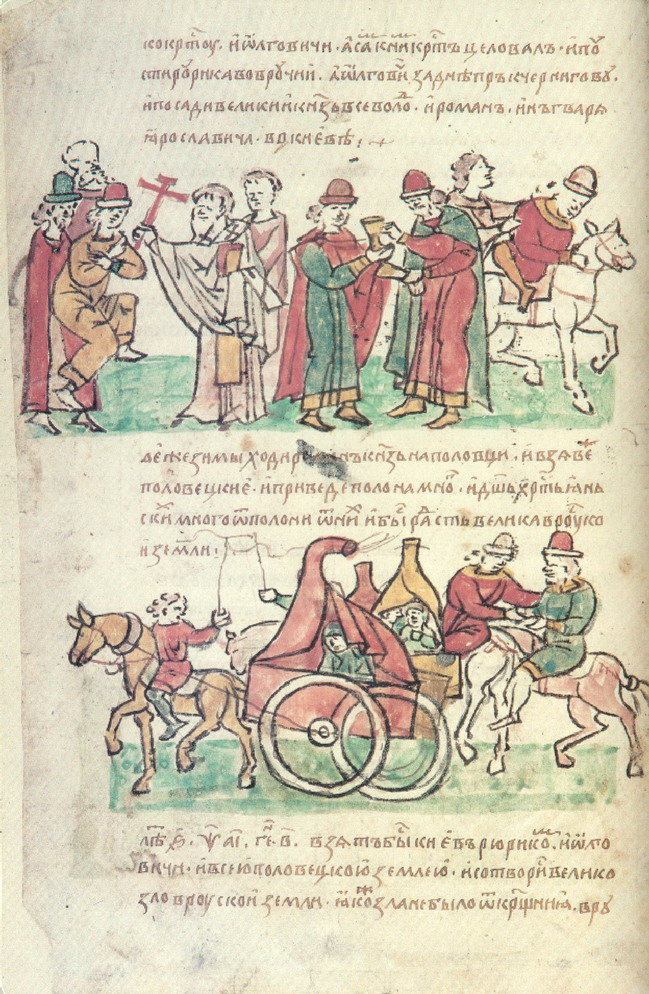
Nomadisierende Kiptschaken (unten) in der altrussischen Radziwiłł-Chronik, Kopie aus dem 15. Jahrhundert eines Originals aus dem 13. Jahrhundert

Scharukhan (um 1107) besaß vier der sechs Städte der Kiptschak. Sein Sohn war Otrok, der nach zwei Siegen der Fürsten der Rus über die Kiptschak des Don 1111 und 1116 zu den Georgiern fliehen musste. Dort begründete er mit einer Heirat die künftige kiptschakisch-georgische Allianz. 1125, nach dem Tod des Kiewer Großfürsten Wladimir Monomach, kehrte er zurück. Der Legende nach brachten ihm seine zurückgebliebenen Anhänger das Wermutkraut der heimatlichen Steppe, dessen Geruch ihn zur Rückkehr bewog. 1154 hatten die Kumanen ihre Stellung wieder zurückerlangt, Scharukan (das heutige Charkiw) entwickelte sich zum Machtzentrum.
Otroks Söhne waren Eltut und Könchek (ca. 1172–1201). Beide waren an wechselhaften Kämpfen mit den Fürsten der Kiewer Rus beteiligt, in denen Eltut 1180 fiel. Im Jahr 1183 wurde auch Köbek (Kobyak), ein anderer Khan der Kiptschak, geschlagen und samt seiner gesamten Familie gefangen genommen. Könchek führte mehrere Gegenschläge und hatte schließlich Erfolg. 1185 scheiterte der Feldzug des Fürsten Igor aus dem Igorlied. Könchek war aber nicht der einzige Fürst – sein (verbündeter) Rivale war der Herrscher Kza Khan.
Im Jahr 1223 waren in den südrussischen Steppen die Mongolen und die mit ihnen verbündeten Turkvölker unter den Generälen Jebe (Jelme) und Subutai aufgetaucht. Daraufhin hatte 1223 eine Delegation kumanischer Muslime beim Kalifen in Bagdad vergeblich um Hilfe ersucht. Die stattdessen hastig zustande gekommene russisch-kiptschakische Allianz wurde von den Mongolen in der Schlacht an der Kalka geschlagen, bald darauf besiegten die Mongolen den Kumanen-Khan Kuthan (Kötöny, Kotjan) erneut.
Der endgültige Untergang der Kiptschak kam mit dem Feldzug Batu Khans 1236–39, speziell der Niederlage Batschmans, der 1238 auf einer Wolgainsel getötet wurde. Ein Teil des Volkes, 40.000 Familien, floh 1239 unter Kuthan Khan (1202–1241) vor den Mongolen nach Ungarn, wo sie fortan als Söldner dienten. Als die vereinbarte Annahme des Christentums stockte (ein Teil der Kiptschak war muslimisch, der Großteil heidnisch), Rivalitäten mit dem ungarischen bzw. deutschen Adel sich verschärften und Kuthan (Kötöny) ermordet wurde, verließen die Kumanen Ungarn kurzzeitig und zogen in die Dobrudscha, wo ihnen der Bulgaren-Zar Kaliman Siedlungsgebiete anbot.

### Auf dem Balkan

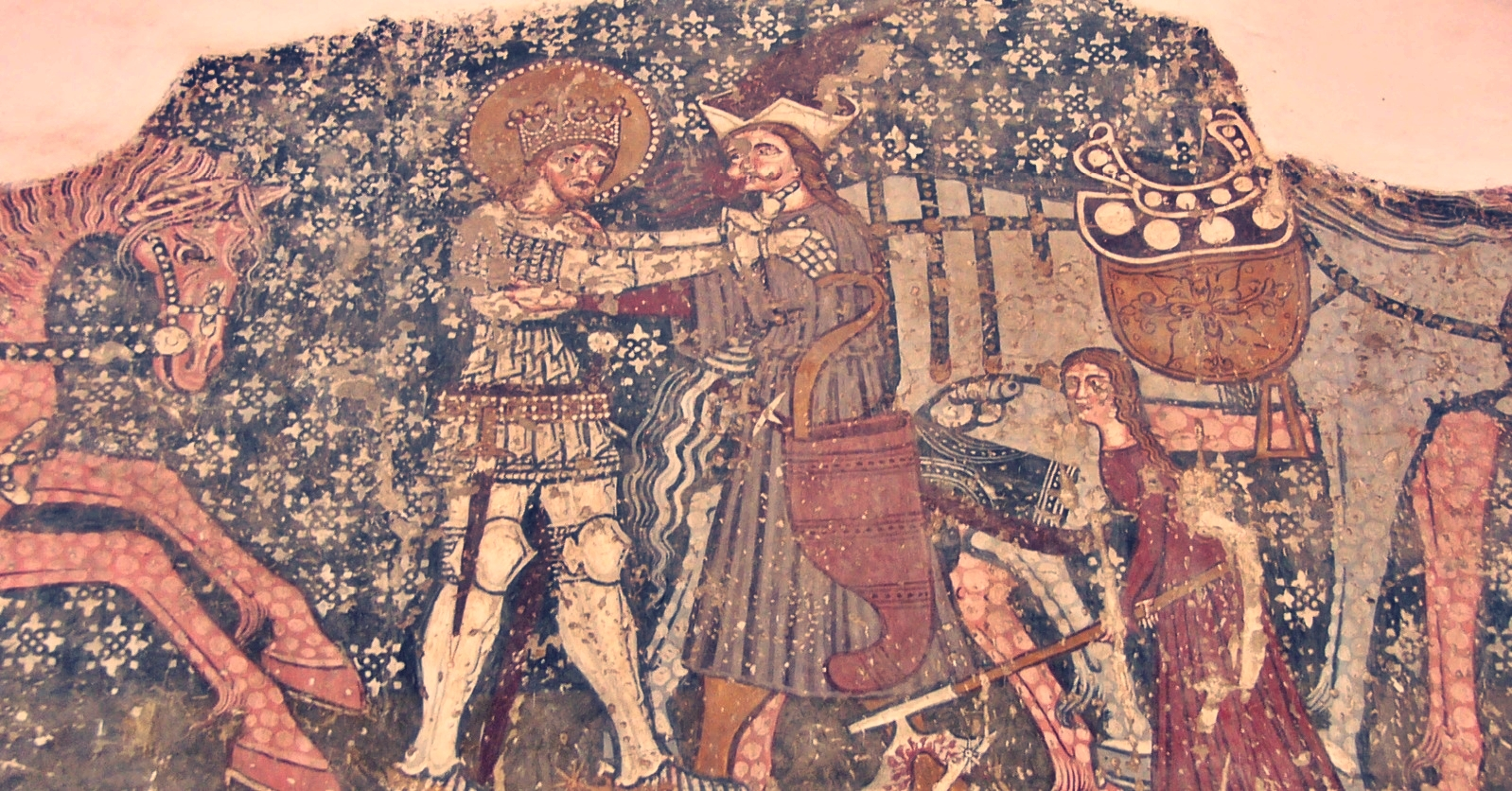
Ungarns König Ladislaus I. (links) im Kampf mit einem Kumanen (rechts), spätmittelalterliche Darstellung auf einem Fresko in der unitarischen Kirche in Dârjiu.

Zusammen mit den Byzantinern hatten die Kumanen 1122 die Petschenegen geschlagen und weitgehend vernichtet, die Reste ihres Reiches (Walachei) fielen 1171 an die Kumanen. Seit 1186 kämpften die Kumanen an der Seite der Bulgaren gegen die Byzantiner und 1205 für die Bulgaren gegen die lateinischen Kreuzritter von Konstantinopel. 
Nach der Niederlage in der Schlacht an der Kalka 1223 gegen die Mongolen flohen 10.000 Kumanen nach Byzanz, 1237 verdingten sie sich auch als Söldner der Lateiner gegen Bulgaren und Byzantiner.
1242 wurden sie auf Seiten der Bulgaren von der Goldenen Horde erneut geschlagen. 1280 bestieg mit Georg I. Terter wahrscheinlich ein Kumane den bulgarischen Zarenthron, musste sich aber 1285–1300 der Goldenen Horde unterwerfen. Seine Nachkommen (s. Haus Terter) regierten bis 1323.

### In Ungarn

Flucht der Kumanen (Mitte) durch die Karpaten und den Gürtel der Grenzburgen vor den Mongolen (rechts) zu den Ungarn (links). Buchmalerei aus der Ungarischen Bilderchronik (14. Jahrhundert)

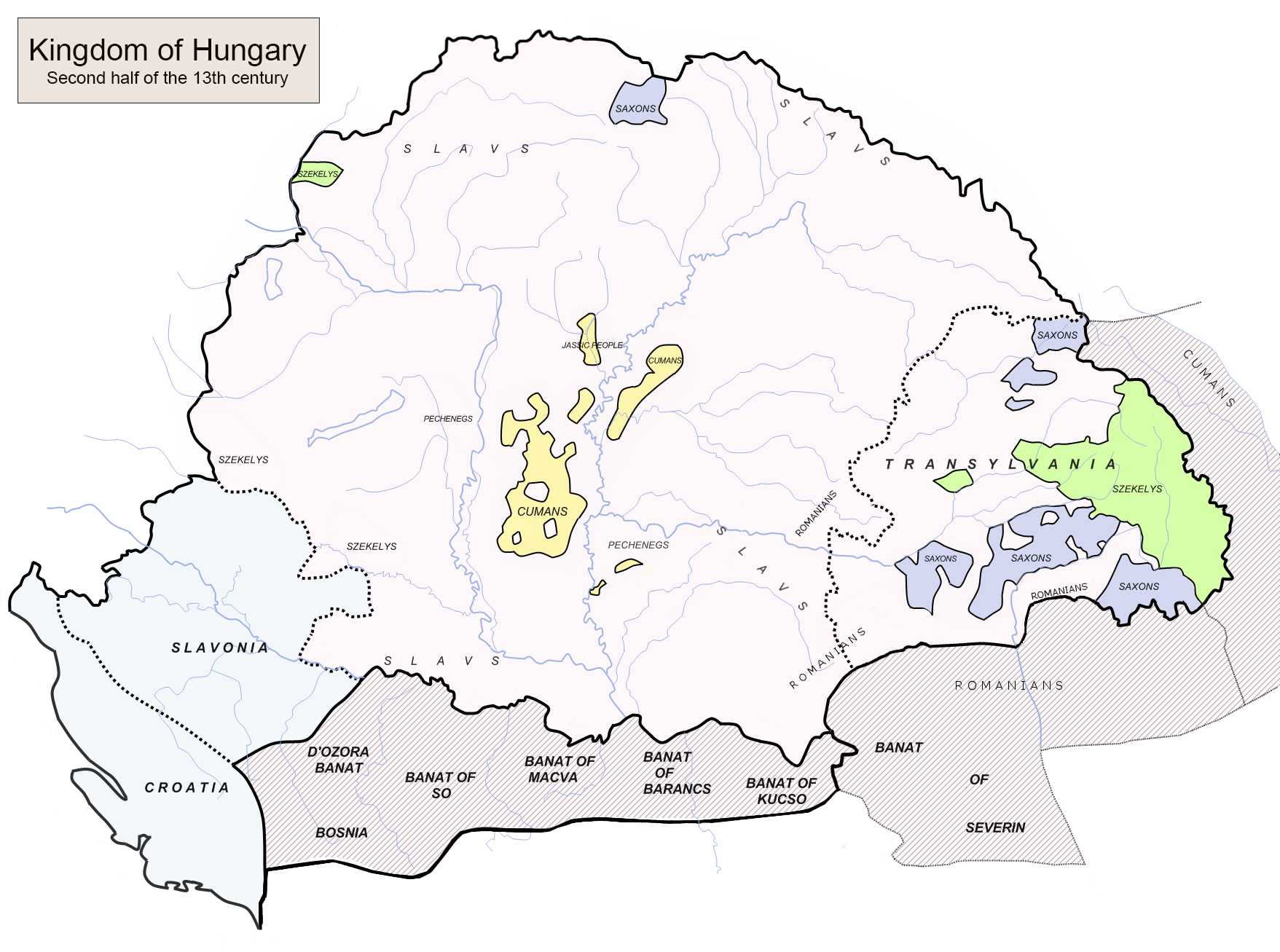
Durch Sonderrechte privilegierte kumanische und jassische Siedlungsgebiete (gelb) im mittelalterlichen Ungarn

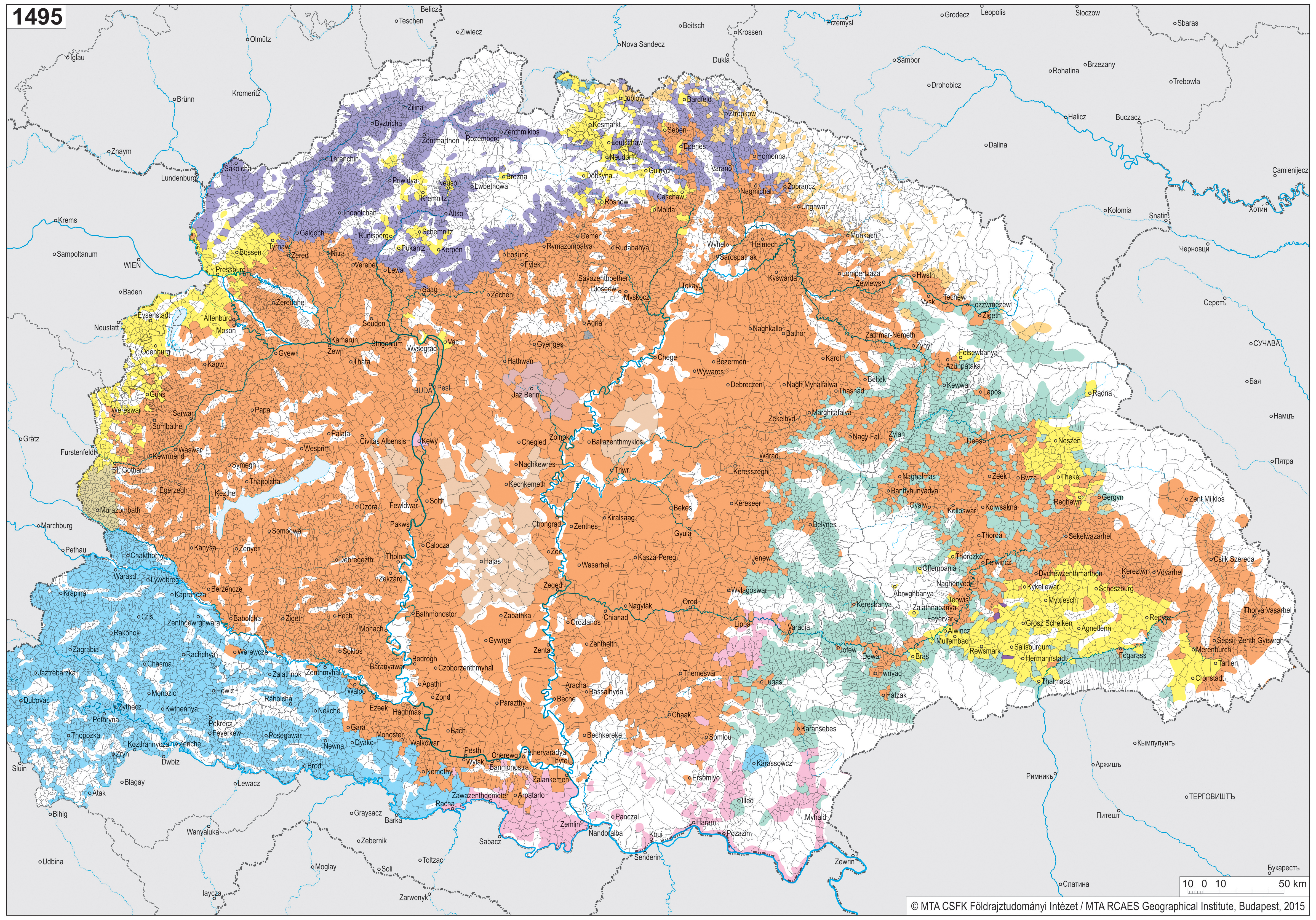
Sprachen in Ungarn im Jahr 1495 nach der Ungarischen Akademie der Wissenschaften. Hellbraun, im südlichen Zentrum: Kumanisch.

Der Mongolensturm hatte die Kumanen dazu veranlasst, immer weiter nach Westen zu fliehen, bis sie 1239 unter Kuthan Khan (1202–1241, ungarischer Name: Kötöny) die Erlaubnis durch König Béla IV. erhalten hatten, sich auf ungarischem Gebiet zwischen Donau und Theiß anzusiedeln. Der König hatte den sieben Stämmen umfassende Sonderrechte gewährt, da er hoffte mit ihrer Hilfe die potente Position des ungarischen Adels zu schwächen. Drei Jahre später, 1241, unterlagen sie als ungarische Verbündete in der Schlacht bei Muhi gegen die Goldene Horde. König Bélas Niederlage hatte verheerende Auswirkungen auf sein Reich. Ungarn war durch die Mongolen weitgehend verheert und durch zahlreiche Massaker weitgehend entvölkert worden, es gibt Schätzungen, dass von den zwei Millionen Menschen, die 1240 in Ungarn gelebt haben sollen, die Hälfte dem Mongolensturm unmittelbar zum Opfer fielen und eine weitere halbe Million im Laufe der darauf folgenden Hungersnöte und Epidemien starben. Die Wende kam erst mit dem unerwarteten Tod des Großkhans Ögedei, woraufhin die Mongolengefahr zunächst gebannt war. In der Folgezeit begann König Béla IV. sein Land wiederaufzubauen, dabei bildeten die kumanischen Stämme das Rückgrat jener aufgestellten Armee, mit der der Ungarnkönig in weiterer Zeit seine Feldzüge führte. 1262 schaffte es König Béla IV. mit kumanischer Hilfe erstmals erfolgreich einen mongolischen Einfall abzuwehren.
Unter König Ladislaus IV. (1272–1290), wegen seiner kumanischen Mutter und seiner Affinität zur kumanischen Lebensweise László, der Kumane genannt, steigerte sich der kumanische Einfluss auf das Königreich noch mehr. Noch gegen Ende des 14. Jahrhunderts tauchen sie auch als Garde des ungarischen Königs Sigismund auf.
Mitte des 14. Jahrhunderts waren die Kumanen christianisiert und römisch-katholisch, nach der Reformation im 16./17. Jahrhundert traten einige Teilgruppen jedoch zum Calvinismus über. Ihr Siedlungsgebiet in Ungarn war der nördliche Teil des Alfölds einschließlich der an Körös und Maros grenzenden Gebiete. Ein Teil der kumanischen Sonderrechte im Königreich wurde um 1638 von der osmanischen Verwaltung aufgehoben. Mit dem „Redemptio-Diplom“ von Maria Theresia 1745 wurden die Sonderrechte wieder eingeführt und erst 1876 unter Kálmán Tisza wieder abgeschafft.
Trotz der noch lange bestehenden Sonderrechte wurde die Turksprache der ungarischen Kumanen über die Neuzeit allmählich von der ungarischen Sprache verdrängt. Der letzte bekannte Muttersprachler des Ungarn-Kumanischen war der 1770 verstorbene István Varró aus Karcag, mit dem die Sprache noch erforscht und dokumentiert wurde.

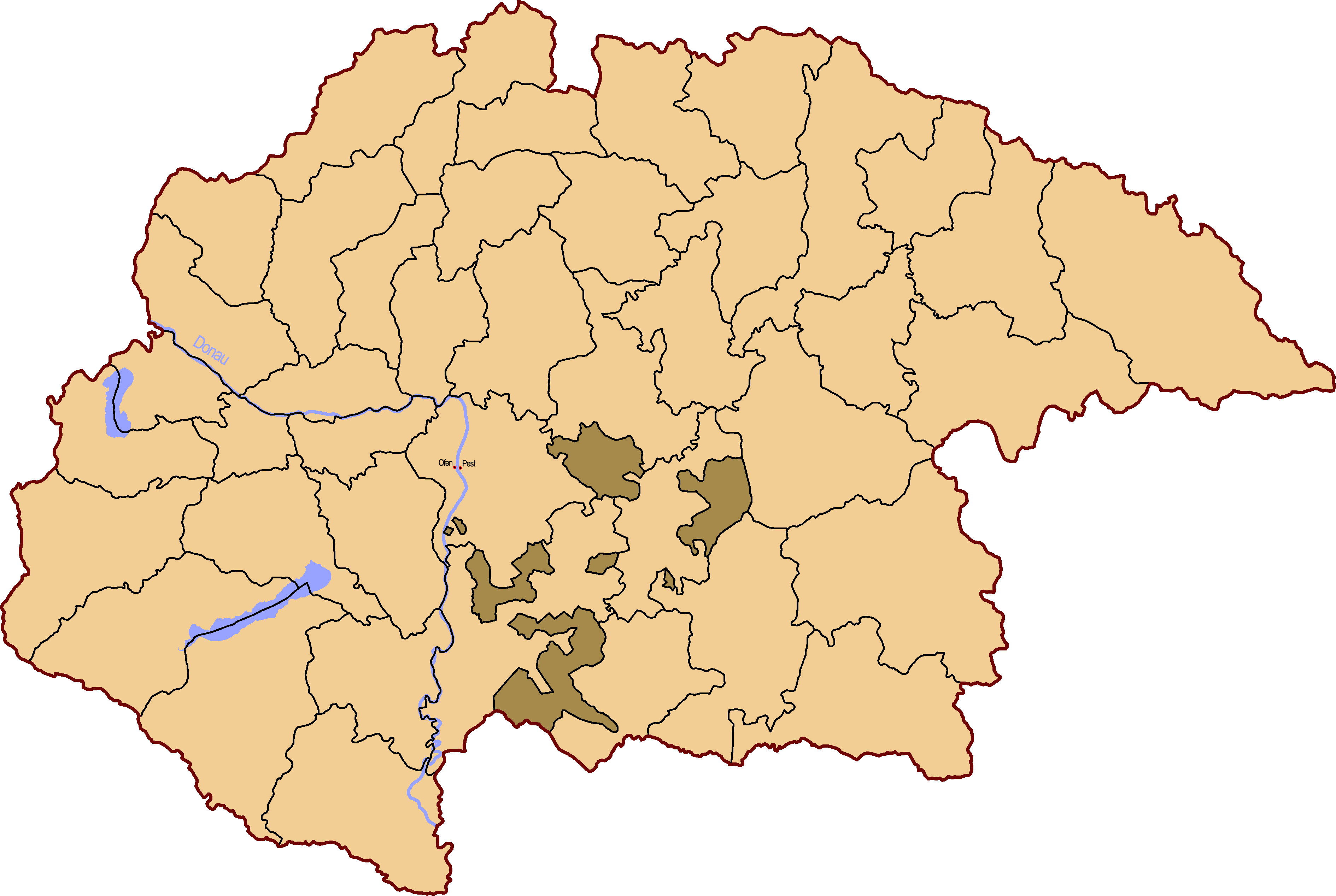
Ungarisches Komitat „Jazygien und Kumanien“ um 1855 (braun), im Süden die Regionen Klein-Kumaniens, im Nordosten Großkumanien, im Nordwesten Jazygien. Die Karte zeigt das Kronland Ungarn in seinen damaligen Grenzen, mit dem Burgenland und der Slowakei, aber ohne Siebenbürgen, Kroatien-Slawonien, die Voivodina und das Banat, die zwischen 1849 und 1867 gesonderte österreichische Kronländer bildeten.

Mitte des 19. Jahrhunderts waren die verstreuten Siedlungsgebiete der Kumanen in der pannonischen Tiefebene zum Komitat Jazygien und Kumanien zusammengefasst worden mit Amtsort in Jászberény.
Nach dem Österreichisch-Ungarischen Ausgleich von 1867 begann das Königreich Ungarn eine aggressive Magyarisierungspolitik, die sich gegen sämtliche Nichtmagyaren im Reich (ergo auch gegen die Kumanen) richtete. In diesem Sinne wurden sämtliche kumanischen Sonderrechte 1876 zusammen mit dem Komitat Jazygien und Kumanien aufgehoben. Die Magyarisierung erzielte bei den Kumanen in der Folgezeit große Erfolge, die kumanische Kultur war so gut wie komplett in der magyarischen aufgegangen.

## Spuren

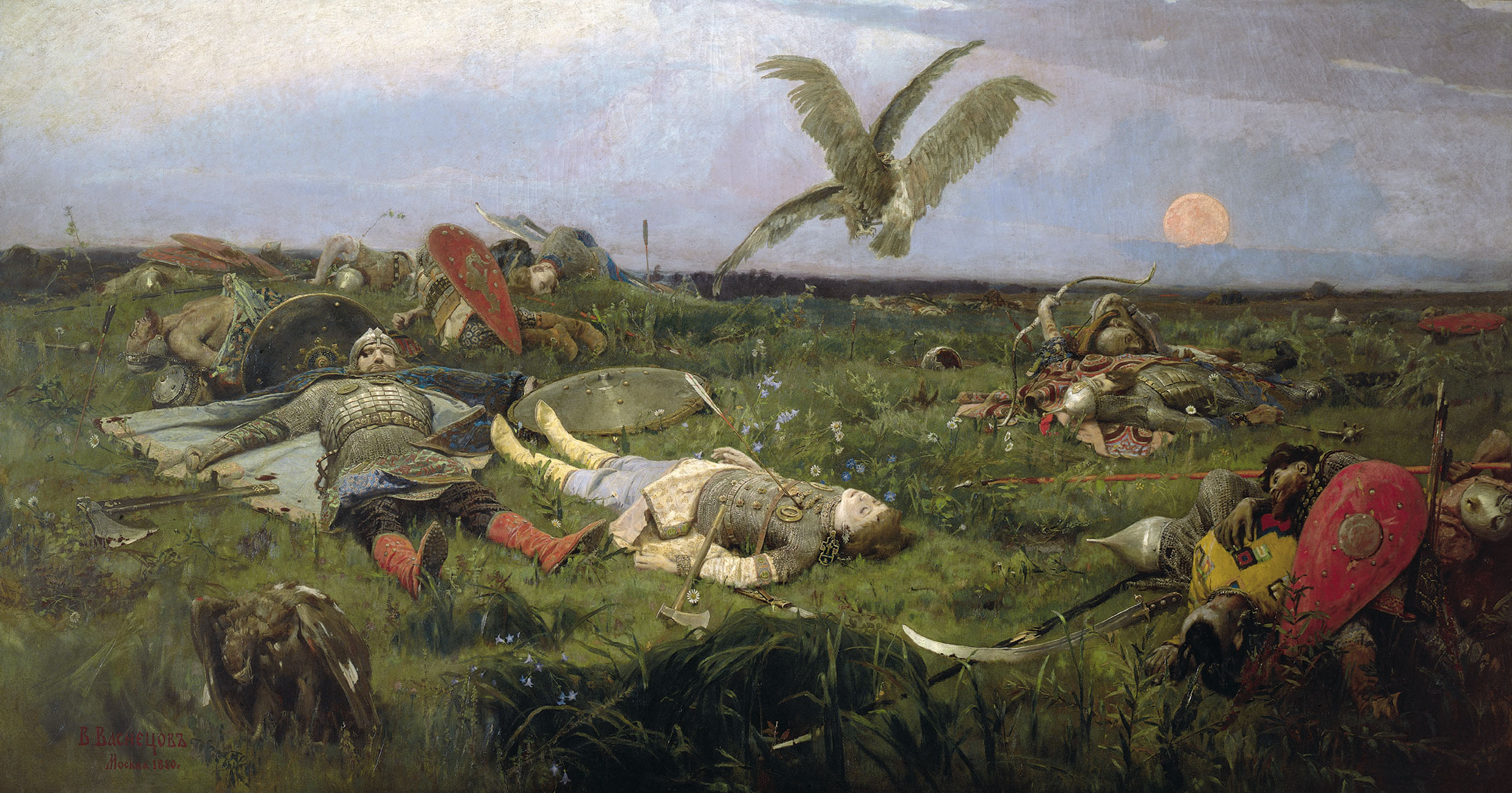
Fürst Igors Niederlage gegen die Kumanen/Kiptschak, Gemälde von Wiktor Wasnezow

Der Kampf der Kiptschak mit den Russen wird im Igorlied, einem altrussischen Heldenepos, beschrieben. Auch Alexander Borodins Oper Fürst Igor handelt davon. Aus ihr sind besonders die Polowetzer Tänze bekannt.
In Ungarn haben sich die Spuren der Kiptschak oder Kumanen (ungarisch: Kun) in den Gebietsnamen Nagykunság (Großkumanien, Hauptort Karcag) und Kiskunság (Kleinkumanien) und entsprechenden Ortsnamen wie Kunszentmárton, Kunszentmiklós und Kiskunfélegyháza (Hauptort von Kleinkumanien) erhalten.
Lange Zeit galten die ungarischen Petschenegen und Kumanen als Vorfahren der siebenbürgischen Szekler, die bulgarischen Petschenegen und Kumanen als Vorfahren der Gagausen.
In Russland bezeichneten sich zur Volkszählung 2003 fünf Bürger als Polowzer, was von den Behörden allerdings nicht ernst genommen wurde und im endgültigen Bericht keine Aufnahme fand.
Die nordmazedonische Stadt Kumanovo ist nach dem Volk der Kumanen benannt.